# HVD
HVD (на английски: Holographic Versatile Disc, холографски многослоен диск) е технология на Optware Corporation – Япония, разработвана от 2004 до 2007 г.
Тази технология е оптична, подобно на CD, DVD, HD-DVD и Blu-ray диск. Холографският Многослоен Диск може да съхранява до 200 гигабайта (GB) информация, дотогава недостижимо от останалите формати. Технологията, която включва холография, използва два лазера: един червен и един синьо-зелен. Те са закрепени на една подвижна глава, подобна на тази при познатите ни CD и DVD. Синьо-зеленият лазер прочита информацията, записана като смущения (промени) в повърхностния холографски слой, а през това време червеният лазер прочита спомагателната (серво) информация от алуминиевия слой на дъното на диска като нормално CD. Спомагателната информация се използва, за да укаже позицията на четящата глава над диска, подобно на хард диска. При CD и DVD диска тази спомагателна информация е разположена между двоичната потребителска информация. Дихроично огледало (dichroic mirror), намиращо се между холографския и алуминиевия серво-слой, пропуска червената светлина към дъното на диска и отразява синьо-зелената. Това предотвратява смущенията от пречупване на синьо-зелената светлина в дупките на алуминиевия слой. По този начин холографската технология напредва, тъй като вече няма твърде много смущения или недостиг на спомагателна (серво) информация.
HVD са несъвместими със CD и DVD форматите, но предимство на новата технология е повишеният капацитет и трансфер.